# Scabricola lavoisieri
Scabricola lavoisieri is een slakkensoort uit de familie van de Mitridae. De wetenschappelijke naam van de soort is voor het eerst geldig gepubliceerd in 2002 door Guillot de Suduiraut.